# 3392 Setouchi
3392 Setouchi (1979 YB) là một tiểu hành tinh bay qua Sao Hỏa được phát hiện ngày 17 tháng 12 năm 1979 bởi Hiroki Kosai và Sasaki Kosai ở Đài Quan sát Kiso.